# Thomas Frisk
Thomas Frisk, född 1941 i Halmstad, är en svensk målare, grafiker och keramiker.

## Utställningar
Galleri 5, Stadsgalleriet, Galleri Victoria och Mjellby konstmuseum, Halmstad, Galleri h, Stockholm, samlingsutställningar i Tyskland, England, Italien, Irland, Tjeckien.

## Utsmyckningar
- Getingeskolan, Andersberg
- Drottning Kristinapassagen, Halmstad
- Länssjukhuset, Halmstad
- Kungälvs simhall
- Länsstyrelsen, Mariestad
- Gymnasieskolan, Falkenberg

## Representerad
- Nationalmuseum
- Uppsala Konsthall
- Nationalmuseet i Havanna
- Malmö konstmuseum
- Länsmuseet Halmstad